# Hrvaška turistična organizacija
Hrvaška turistična skupnost (hrvaško Hrvatska turistička zajednica ali HTZ) je hrvaška nacionalna turistična organizacija, ustanovljena z namenom promocije in ustvarjanja identitete ter povečevanja ugleda hrvaškega turizma. Ustanovljena je bila leta 1992. Poslanstvo vključuje tudi načrtovanje in izvajanje skupne strategije ter zasnovo njene promocije, predlog in izvajanje promocijskih dejavnosti v skupnem interesu za vse subjekte v turizmu v državi in v tujini ter dvig splošne kakovosti celotne ponudbe turističnih storitev v Republiki Hrvaški. Njen sedež je v Zagrebu.